# Tilurus gegenbauri
Espèce
Tilurus gegenbauri est une espèce de poisson appartenant à la famille des Notacanthidés.